# Bělásek východní
Bělásek východní (Leptidea morsei) je druh motýla z čeledi běláskovitých.

## Areál rozšíření
Vyskytoval se roztroušeně až vzácně ve střední Evropě (Morava, Slovensko, jihovýchodní Polsko a Maďarsko). V České republice již v poslední době nebyl nalezen. Dále na sever Balkánského poloostrova, přes Ukrajinu, Sibiř až po Japonsko. Obývá řídké, prosvětlené lesní porosty a okolí lesních cest. Housenky se vyvíjejí na Lathyrus niger a Lathyrus vernus.